# Helmut Bähr
Helmut Bähr (* 13. April 1923; † nicht ermittelt) war in der DDR ein deutscher marxistisch-leninistischer Gesellschaftswissenschaftler und ehemaliger Hochschullehrer.

## Leben und Werk
Nach dem Schulbesuch studierte er und erlangte den Abschluss als Diplom-Gesellschaftswissenschaftler. Danach war er an der Parteihochschule „Karl Marx“ der SED in Berlin tätig. Er war Sekretär der Zentralen Parteileitung der SED an der Parteihochschule. Noch vor 1966 wurde er für das Gesellschaftswissenschaftliche Grundstudium Dozent und 1973 außerordentlicher Professor für Dialektischen und Historischen Materialismus am Institut für Marxismus-Leninismus der Technischen Hochschule „Carl Schorlemmer“ Leuna-Merseburg und lebte in Merseburg. 1986 schied er aus dem Hochschuldienst aus.

## Schriften (Auswahl)
- Die Volksmassen – die entscheidende Kraft der gesellschaftlichen Entwicklung. Die Rolle der Persönlichkeit in der Geschichte. Lektion gehalten an der Parteihochschule "Karl Marx". 1956.